# تالغار
تالغار (به لاتین: Talgar) یک شهر در قزاقستان است که در استان آلماتی واقع شده‌است.

## خصوصیات
تالغار ۱۸٫۸ کیلومترمربع مساحت و ۴۹٬۸۶۵ نفر جمعیت دارد و ۱٬۰۰۰ - ۱٬۵۰۰ متر بالاتر از سطح دریا واقع شده‌است.